# 사미아 가말
사미아 가말(아랍어: سامية جمال, 영어: Samia Gamal, 본명: 제이나브 칼릴 이브라힘 마푸즈(아랍어: زينب خليل إبراهيم محفوظ, 영어: Zeinab Khalil Ibrahim Mahfouz), 1924년 5월 27일 ~ 1994년 12월 1일)은 이집트의 벨리댄서, 배우이다.

## 생애
사미아 가말은 1924년 5월 27일에 이집트 베니수에프에서 보수적인 전통을 가진 가문의 딸로 태어났다. 사미아 가말의 가족들은 가말이 태어난 지 몇 달 지나지 않아서 카이로로 이주했고 칸 엘칼릴리 바자르 근처에 정착했다. 7세 시절에 사미아 가말의 어머니가 사망하면서 사미아 가말의 아버지는 밭에서 일하게 된다. 가난에 시달리던 가말은 15세 시절까지 자신의 이복 자매와 함께 장모의 손에서 성장하면서 학대를 받았고 살아남기 위해서 재봉사로 일하게 된다.
사미아 가말은 카이로에서 대형 카페를 운영하던 바디아 마사브니를 만나면서 음악과 영화를 접하게 된다. 바디아 마사브니는 사미아 가말에게 자신이 운영하던 무용단에 가입할 것을 제안했는데 사미아 가말이 이를 받아들이면서 무용가 경력을 시작하게 된다. 사미아 가말은 바디아 마사브니가 지은 예명이라고 한다.
사미아 가말은 처음에 바디아 마사브니와 무용가인 타헤이야 카리오카 밑에서 배웠지만 나중에 솔로 댄서로 활동하면서 자신만의 스타일을 이끌어낸다. 사미아 가말은 발레와 라틴 댄스의 기술을 자신의 솔로 공연에 접목시켰고 하이힐을 신고 무대에 서기도 했다. 사미아 가말은 파리드 알아타슈와 함께 이집트의 영화 작품에 출연했는데 이들은 "중동의 진저 로저스와 프레드 아스테어"로 여겨지기도 했다. 그들은 영화 뿐만 아니라 실생활에서도 서로의 연애 관심사를 연기했지만 그들의 사랑은 인연이 아니었다. 파리드 알아타슈는 자신의 사회적 지위 때문에 사미아 가말과의 결혼을 거절했는데 파리드 알아타슈는 결혼이 예술가의 재능을 죽인다고 믿었기 때문에 독신으로 살았다. 파리드 알아타슈는 자신이 소유한 모든 재산을 걸고 사미아 가말을 국가 차원의 무대에 올려놓는 것을 도왔고 1947년에 사미아 가말과 함께 영화 《내 인생의 사랑》의 주연을 맡는 데에 성공했다.
1949년에는 이집트의 파루크 1세 국왕이 사미아 가말을 "이집트의 국가 무용가"로 공인하면서 미국의 관심을 받게 된다. 1950년에는 미국을 방문하여 존 밀리의 사진 촬영에 참여했다. 또한 뉴욕에서 유행을 선도하던 나이트클럽인 라틴 쿼터에서 공연을 진행했다. 1952년에는 미국 텍사스주 출신의 기업인인 셰퍼드 킹과 결혼했지만 얼마 지나지 않아서 이혼했고 이집트로 귀국하게 된다.
사미아 가말은 1958년에 루슈디 아바자와 결혼했는데 루슈디 아바자는 사미아 가말과 함께 많은 영화에 출연했던 이집트의 남자 배우 가운데 한 사람이다. 하지만 사미아 가말이 사생활과 가정을 우선시하면서 이들 부부는 1978년에 이혼하게 된다. 사미아 가말은 50대를 맞이하기 이전이던 1972년에 무용계에서 은퇴했다. 하지만 사미르 사브리의 조언을 받고 다시 무용계에 복귀했고 1980년대 초반까지 활동하게 된다.
사미아 가말은 1994년 12월 1일에 카이로에서 향년 70세를 일기로 사망했다. 사미아 가말은 세계에서 가장 높은 연봉을 받았던 밸리댄서였으며 이집트, 할리우드, 유럽에서 가장 많은 요청을 받았다. 특히 사미아 가말이 이집트와 외국 영화에서 보여준 카리스마 넘치는 연기는 이집트와 전 세계에서 이집트의 벨리댄스를 세계적인 수준으로 향상시켰다. 2017년 3월 5일에는 구글이 사미아 가말의 탄생 93주년을 기념하는 구글 두들을 제작했다. 이 두들은 아랍 세계에 위치한 국가들에서 사용되었다.